# Appuntamento con l'amore (film 2014)
Appuntamento con l'amore (Two Night Stand), reso graficamente come APPuntamento con l'@more, è un film del 2014 diretto da Max Nichols.
Pellicola statunitense con protagonisti Analeigh Tipton e Miles Teller.
Entertainment One ha acquisito i diritti per la distribuzione del film negli Stati Uniti il 21 novembre 2013.

## Trama
Megan, single e disoccupata, decide di vivere un'avventura di una sola notte con Alec, conosciuto tramite un sito di appuntamenti on line. Il mattino seguente i due rimangono bloccati nell'appartamento di lui a causa di una forte nevicata, che ha paralizzato New York. Costretti loro malgrado a passare più tempo assieme del previsto, Megan e Alec iniziano a parlare delle loro aspettative e il loro rapporto potrebbe trasformarsi in qualcosa di più di una semplice avventura.

## Distribuzione
Il film è stato distribuito nelle sale cinematografiche statunitensi in versione limitata il 26 settembre 2014, per poi essere diffuso su iTunes e video on demand dal 3 ottobre 2014. In Italia è stato distribuito il 1º ottobre 2015 da M2 Pictures.